# Censimento degli Stati Uniti d'America del 1980

Logo scelto dall'ufficio del censimento

Il censimento degli Stati Uniti d'America del 1980 è stato il ventesimo censimento degli Stati Uniti d'America. Il censimento è stato condotto dall'ufficio del censimento degli Stati Uniti d'America, che ha determinato la popolazione residente negli Stati Uniti d'America e altre statistiche alla data del 1º aprile 1980.
La popolazione è stata conteggiato in 226.545.805 unità, con un incremento dell'11,4% rispetto al 1970.